# Fort Greely (Alaska)
Fort Greely es un lugar designado por el censo situado en el área censal de Southeast Fairbanks, Alaska  (Estados Unidos). Según el censo de 2020 tenía una población de 309 habitantes.

## Demografía
Según el censo de 2010, Fort Greely tenía una población en la que el 78,3% eran blancos, 4,3% afroamericanos, 1,9% amerindios, 1,5% asiáticos, 0,2% isleños del Pacífico, el 8,0% de otras razas, y el 5,9% pertenecían a dos o más razas. Del total de la población el 13,2% eran hispanos o latinos de cualquier raza.

## Localidades adyacentes
El siguiente diagrama muestra a las localidades más próximas a Fort Greely.